# بطولة العالم لسيارات السياحة
بطولة العالم لسيارات السياحة WTCC (بالإنجليزية: World Touring Car Championship)‏هي بطولة من بين ثلاث بطولات ينظمها الاتحاد الدولي للسيارات كل سنة وهي فورمولا 1 وبطولة العالم للراليات .
بدأت البطولة سنة 2000 . حيث تم تنظيمها للأربعة أعوام الأولى بأوروبافقط لكن منذ سنة 2005 تم تنظيمها في دول خارج أوروباأيضا مثل:  الصين  البرازيل  المكسيك  اليابان  المغرب .

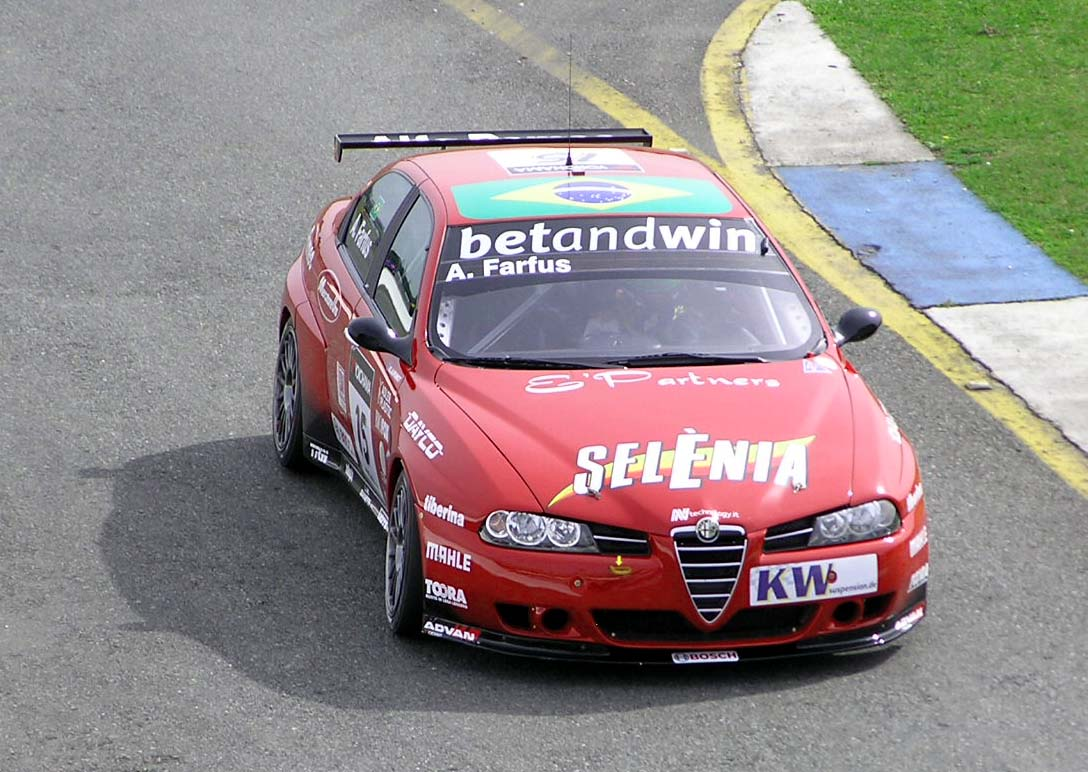
تعليق

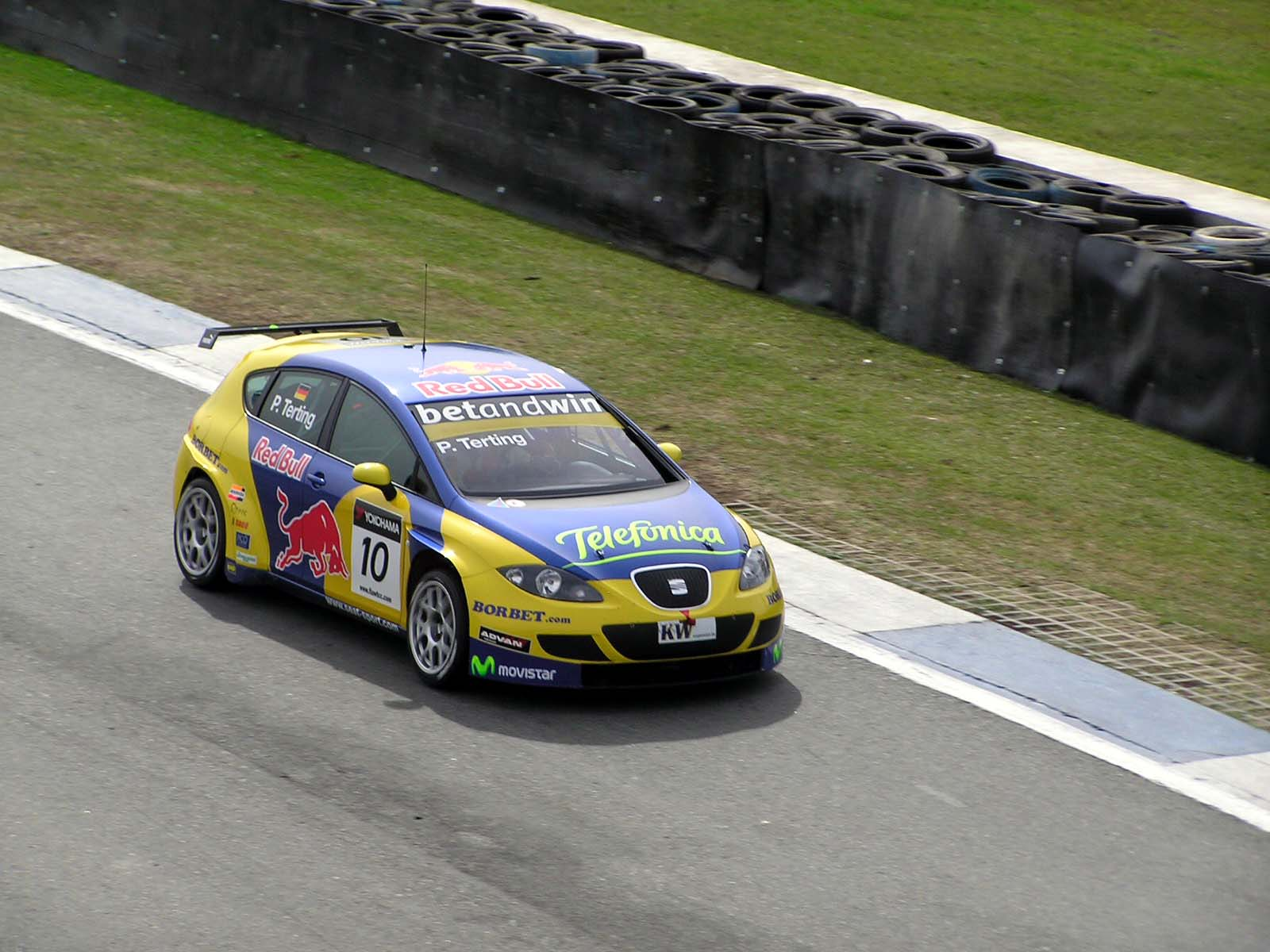
تعليق

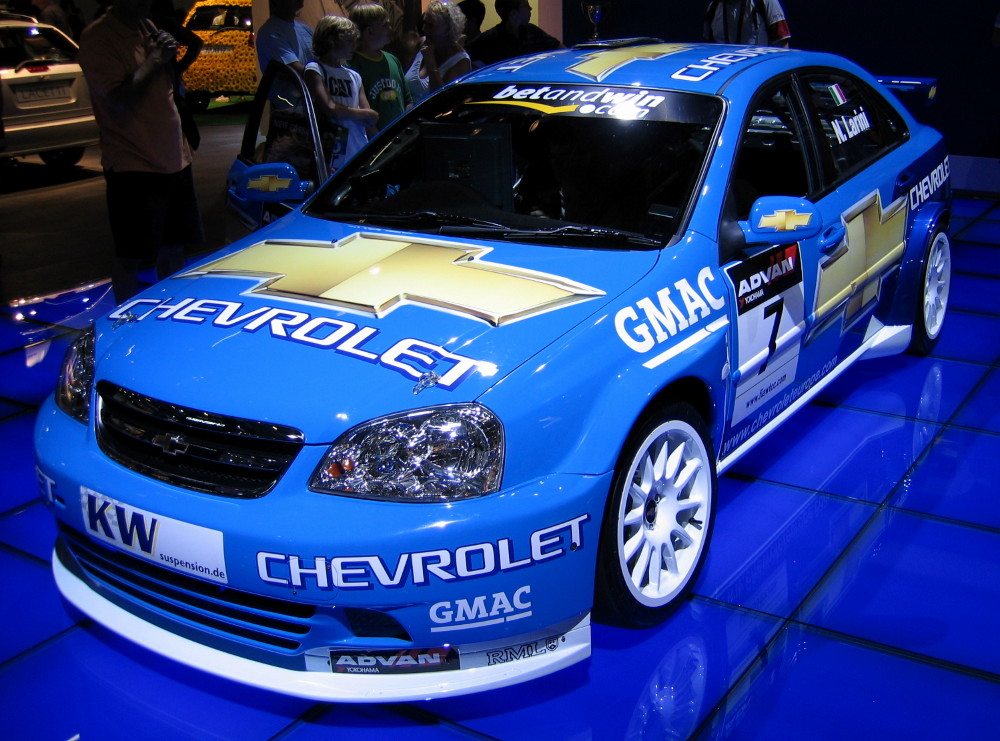
تعليق

## الحلبات
- سباق المغرب

## مواقع خارجية
http://www.fiawtcc.com/
لم يتم العثور على روابط لمواقع التواصل الاجتماعي.